# Menggala Sempurna
Menggala Sempurna is een bestuurslaag in het regentschap Rokan Hilir van de provincie Riau, Indonesië. Menggala Sempurna telt 1790 inwoners (volkstelling 2010).